# Liste der Kulturgüter in Obersiggenthal
Die Liste der Kulturgüter in Obersiggenthal enthält alle Objekte in der Gemeinde Obersiggenthal im Kanton Aargau, die gemäss der Haager Konvention zum Schutz von Kulturgut bei bewaffneten Konflikten, dem Bundesgesetz vom 20. Juni 2014 über den Schutz der Kulturgüter bei bewaffneten Konflikten sowie der Verordnung vom 29. Oktober 2014 über den Schutz der Kulturgüter bei bewaffneten Konflikten unter Schutz stehen.
Objekte der Kategorie A sind vollständig in der Liste enthalten, Objekte der Kategorie B sind im Gemeindegebiet nicht ausgewiesen, Objekte der Kategorie C fehlen zurzeit (Stand: 1. Januar 2023).

## Kulturgüter
| Foto |                                                                           | Objekt                                         | Kat. | Typ | Standort                                     | Beschreibung |
| ---- | ------------------------------------------------------------------------- | ---------------------------------------------- | ---- | --- | -------------------------------------------- | --- |
| ja   | Datei hochladen · Wikidata zu Zehntenscheune (Q19362373)                  | Zehntenscheune KGS-Nr.: 10408                  | A    | G   | Kirchdorf, Kirchweg 123.3 662959 / 260962    | Ehemalige Zehntenscheune des Klosters St. Blasien, erbaut im Jahr 1560. Spätgotischer Mauerbau mit mächtigem Satteldach und Rundbogentor. Eines der ältesten datierbaren Ökonomiegebäude im Aargau.                                                                          |
| BW   | Datei hochladen · Wikidata zu Römisch-katholisches Pfarrhaus (Q29580271)  | Römisch-katholisches Pfarrhaus KGS-Nr.: 15652  | B    | G   | Kirchdorf, Brühlstrasse 16 662946 / 260932   | Herrschaftliches Pfarrhaus, erbaut 1769. Zweigeschossiger Mauerbau mit mächtigem Mansarddach und rechteckigem Portal. Keller mit Kreuzgewölben. |
| BW   | Datei hochladen · Wikidata zu Wohnhaus (Metzgerlihaus) (Q29580273)        | Wohnhaus KGS-Nr.: 15654                        | B    | G   | Nussbaumen, Ringstrasse 19 664265 / 260351   | Metzgerlihaus, 1707 erbautes, breitgelagertes Fachwerkhaus mit Giebellaube und Teilwalmdach. Im Kellerbereich und in der östlichen Giebelwand Teile eines Vorgängerbaus aus dem 16. Jahrhundert.                                                                             |
| ja   | Datei hochladen · Wikidata zu Römisch-katholische Pfarrkirche (Q29580268) | Römisch-katholische Pfarrkirche KGS-Nr.: 15655 | B    | G   | Kirchdorf, Brühlstrasse 15.1 662953 / 261021 | 1678 anstelle des eingestürzten Vorgängerbaus errichtete Kirche, der Kirchturm geht bis auf die erste Hälfte des 12. Jahrhunderts zurück. Westfassade 1899 mit Jugendstil-Elementen neu erstellt. Klassizistisch geprägte Kirchenausstattung aus dem frühen 19. Jahrhundert. |